# Protosticta hearseyi
Protosticta hearseyi är en trollsländeart som beskrevs av Fraser 1922. Protosticta hearseyi ingår i släktet Protosticta och familjen Platystictidae. IUCN kategoriserar arten globalt som otillräckligt studerad. Inga underarter finns listade i Catalogue of Life.